# Festa del Covo (Campocavallo)
La festa del Covo (in dialetto osimano la festa del Cóo) è un avvenimento a sfondo religioso che si tiene ogni anno la prima domenica di agosto nella frazione Campocavallo di Osimo (AN).

## Caratteristiche
Il covo, espressione della cultura contadina che caratterizza tutto il territorio comunale di Osimo e dei comuni vicini, è un carro che presenta sempre una costruzione realizzata interamente con spighe di grano dai contadini del luogo. Ogni anno viene realizzato un covo differente, che rappresenta sempre una nuova immagine religiosa (chiese, santuari, luoghi di culto). La festa dura sempre due o tre giorni, lungo i quali si susseguono ogni sera eventi musicali, teatrali, artistici e gastronomici, e culmina la prima domenica di agosto con la processione religiosa del covo, che si snoda per le vie di Campocavallo all'ombra del santuario della Beata Vergine Addolorata, alla quale è consacrato il covo.

## Storia

### La prima edizione
La prima edizione della festa del Covo si tenne il 13 agosto 1939. L'idea fu concepita da Clemente Ciavattini, un anziano contadino di Campocavallo, che decise di dar vita al progetto con l'aiuto dei suoi figli Basilio, Cesare, Isidoro, Vincenzo e Marino e di altri agricoltori della zona, tra cui Enrico Gatto e Giulio Alessandrini. Alla realizzazione dell'evento parteciparono anche le donne delle loro famiglie, che non ebbero affatto un ruolo marginale.
Ciavattini volle realizzare nella sua casa colonica il primo covo, che si decise dovesse rappresentare la Corona dell'Incoronazione, già posta nel santuario di Campocavallo, dove si venerava la Beata Vergine Addolorata dal 1892. Egli chiamò Don Carlo Grillantini ed Elmo Cappannari a dargli una mano per lo schizzo dell'immagine della Corona. Quindi Ciavattini e suo figlio Basilio, assieme a Giulio Pettinari e ad Enrico e Nazzareno Gatto, costruirono lo scheletro in legno.
Sostenuti dal vescovo e da don Carlo Grillantini, i contadini ufficializzarono la festa con un Avviso Sacro del 5 agosto 1939. Così la Corona, realizzata intrecciando spighe di grano sullo scheletro in legno, fu portata in processione in onore della Vergine Addolorata come offerta di ringraziamento per la prosperosità dei raccolti e benedetta dal parroco locale Ludovico Amadini.

### Le altre edizioni
Negli anni la festa si è evoluta nei contenuti ed ha acquisito importanza, fino ad accogliere covi che rappresentano luoghi religiosi di importanza internazionale: Lourdes, Fatima, Assisi, Częstochowa, Santiago di Compostela solo per citarne alcuni.
Spesso le opere raffiguranti famosi luoghi di culto sono state portate in pellegrinaggio al santuario o alla chiesa rappresentata. Ad esempio, nell'edizione 2009 della festa è stato presentato un covo rappresentante la cattedrale di San Basilio di Mosca, importante centro della Chiesa ortodossa, trasportato poi in Russia per essere esposto a Mosca nella Piazza Rossa dal 28 agosto al 3 settembre, accompagnato da una delegazione di parrocchiani di Campocavallo.
La maggior parte dei covi di tutte le edizioni sono raccolti nell'apposito museo a Campocavallo.

## Alcuni soggetti dei covi[2]
- 1981: santuario della Madonna dei Miracoli (Casalbordino, Chieti)
- 1982: chiesetta del Prodigio di Campocavallo (in occasione dei 90 anni dal miracolo)
- 1983: santuario di Montesenario (Vaglia, Firenze)
- 1984: santuario del Crocefisso (Numana, Ancona)
- 1985: basilica di Santa Maria degli Angeli (Assisi, Perugia)
- 1986: la Santissima Eucaristia
- 1987: cattedrale di San Leopardo (Osimo)
- 1988: santuario della Santa Casa (Loreto, Ancona)
- 1991: duomo di Ancona (Cattedrale di San Ciriaco)
- 1992: tempietto della Beata Vergine Addolorata di Campocavallo
- 1993: basilica di San Francesco (Assisi)
- 1994: basilica Nostra Signora di Lujan (Buenos Aires, Argentina)
- 1995: la Pietà
- 1996: santuario di Częstochowa (Polonia)
- 1997: basilica di Sant'Antonio di Padova
- 1998: basilica santuario di Maria Santissima Addolorata (Castelpetroso)
- 1999: chiesa di San Pio da Pietrelcina (San Giovanni Rotondo, Foggia)
- 2000: basilica della Natività (Betlemme, Palestina)
- 2001: Santuario della Madonna di Fátima (Fátima, Portogallo)
- 2002: basilica di San Marco (Venezia)
- 2003: san Giuseppe da Copertino (nel IV centenario della nascita)
- 2004: santuario di Nostra Signora di Lourdes (Francia)
- 2005: santuario della Madonna del Divino Amore (Roma)
- 2006: basilica di Sant'Antonio di Padova
- 2007: Cattedrale di Santiago di Compostela (Santiago di Compostela, Spagna)
- 2008: cappella delle Grazie (Altötting, Germania)
- 2009: cattedrale di San Basilio (Mosca, Russia)
- 2010: santuario della Beata Vergine del Rosario di Pompei (Pompei)
- 2011: baldacchino di San Pietro
- 2012: cattedrale di Santa Maria Assunta (Rieti)
- 2013: basilica del Sacro Cuore (Parigi, Francia)
- 2014: basilica di San Pietro in Vaticano (Roma)
- 2015: santuario di Medjugorje (Međugorje, Bosnia ed Erzegovina)
- 2016: chiesa di Santa Sofia (Sofia, Bulgaria)
- 2017: duomo di Orvieto
- 2018: Basilica di Santa Maria (Cracovia, Polonia)
- 2019: santuario della Madonna di Campocavallo (Osimo)
- 2022: altare del crocifisso miracoloso del duomo di Osimo
- 2023: basilica della Santa Casa (Loreto)